# Maguey Blanco (Hidalgo)
Maguey Blanco es una localidad de México localizada en el municipio de Ixmiquilpan en el estado de Hidalgo.

## Geografía
Se encuentra en la región geográfica del Valle del Mezquital. A la localidad le corresponden las coordenadas geográficas 20° 25’ 12.62” de latitud norte y 99° 09’ 59.051” de longitud oeste, con una altitud de 1804 m s. n. m. Cuenta con un clima seco semicálido.
En cuanto a fisiografía se encuentra en la provincia del Eje Neovolcánico, dentro de la subprovincia de Llanuras y Sierras de Querétaro e Hidalgo; su terreno es de lomerío. En lo que respecta a la hidrografía se encuentra posicionado en la región del Pánuco, dentro de la cuenca del río Moctezuma, en la subcuenca del río Tula.

## Demografía
En 2020 registró una población de 2314 personas, lo que corresponde al 2.35 % de la población municipal. De los cuales 1142 son hombres y 1172 son mujeres.
| Gráfica de evolución demográfica de Maguey Blanco entre 1900 y 2020 |
|                                                                     |
| Población registrada por los censos y conteos del INEGI.            |

## Economía
La localidad es conocida por sus balnearios y parques acuáticos. En la localidad se coloca los días domingo un tianguis con 750 comerciantes, siendo uno de los más importantes de la región.